# Сомешвара IV
Сомешвара IV — останній правитель імперії Західних Чалук'їв.

## Правління
Після 1189 року удався до спроби відродити царство Чалук'їв. Йому вдалось захопити Кальяну, але не зміг подолати інших феодалів, таких як Сеуни, Хойсали та Какатії. Імперія остаточно занепала 1200 року. Зрештою три володаря розділили велику область, обмежену річками Кавері та Нармада, між собою.